# Tachyoryctes daemon
Tachyoryctes daemon là một loài động vật có vú trong họ Spalacidae, bộ Gặm nhấm. Loài này được Thomas mô tả năm 1909.